# Madisonville (Tennessee)
Madisonville es una ciudad ubicada en el condado de Monroe en el estado estadounidense de Tennessee. En el Censo de 2010 tenía una población de 4.577 habitantes y una densidad poblacional de 284,43 personas por km².

## Geografía
Madisonville se encuentra ubicada en las coordenadas 35°31′27″N 84°21′51″O / 35.52417, -84.36417. Según la Oficina del Censo de los Estados Unidos, Madisonville tiene una superficie total de 16.09 km², de la cual 16.08 km² corresponden a tierra firme y (0.08%) 0.01 km² es agua.

## Demografía
Según el censo de 2010, había 4.577 personas residiendo en Madisonville. La densidad de población era de 284,43 hab./km². De los 4.577 habitantes, Madisonville estaba compuesto por el 0.09% blancos, el 3.54% eran afroamericanos, el 0.22% eran amerindios, el 0.5% eran asiáticos, el 0.02% eran isleños del Pacífico, el 1.22% eran de otras razas y el 2.14% pertenecían a dos o más razas. Del total de la población el 3.26% eran hispanos o latinos de cualquier raza.